# Valeriana montana
Valeriana montana es una especie de planta fanerógama original de los Alpes donde se cultiva como planta ornamental, no tiene el característico olor de la valeriana y no se utiliza como planta medicinal.

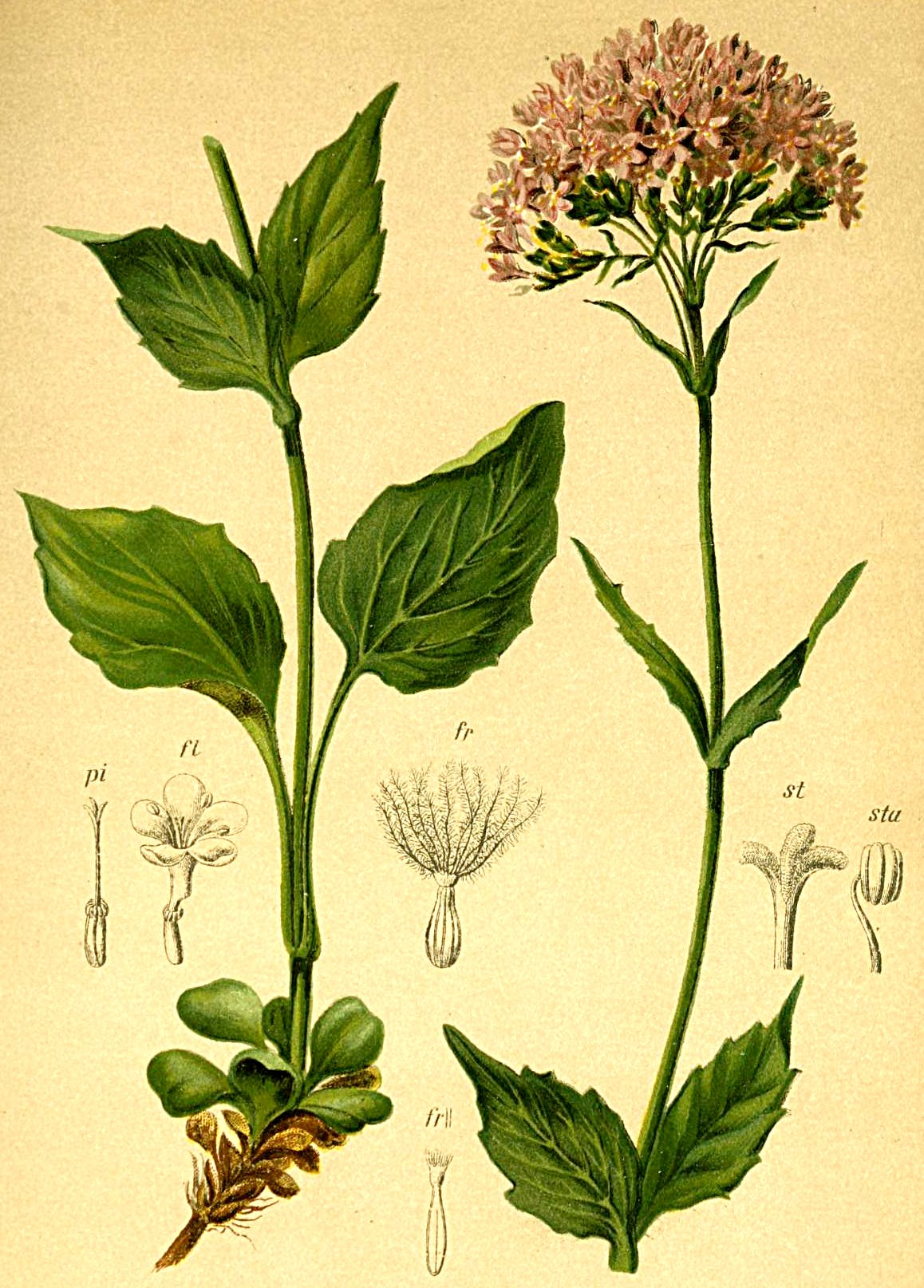
Ilustración

## Descripción
Se trata de una planta herbácea perenne con una roseta con tallos que alcanzan los  30 cm y 60 cm de altura. Las hojas son pareadas , ovadas a lanceoladas, más raramente. Entre la parte inferior las hojas y las flores tiene de tres a ocho pares de hojas por tallo. En contraste, la  Valeriana saxatilis  (L.) Georgi ex Vill., que generalmente es mucho menor, tiene no más de una o dos parejas.
De la raíz termina surgen las inflorescencias. Las flores son generalmente de color rosa a rojizo claro y rara vez blanco. 

## Distribución y hábitat
Se encuentra en roquedos, taludes y pedregales fijados, rezumaderos y pastos sombríos húmedos de pinares y robledales, en substratos generalmente calcáreos; a una altitud de 200-2440 m, en el centro y sur de Europa, Córcega, y Cerdeña. Mitad de la península ibérica. (Andalucía). 

## Taxonomía
Valeriana montana fue descrita por Carlos Linneo y publicado en Species Plantarum 32, en el año 1753.
Etimología
Valeriana: nombre genérico derivado del latín medieval ya sea en referencia a los nombres de Valerio (que era un nombre bastante común en Roma, Publio Valerio Publícola es el nombre de un cónsul en los primeros años de la República), o a la provincia de Valeria, una provincia del imperio romano,  o con la palabra valere, "para estar sano y fuerte" de su uso en la medicina popular para el tratamiento del nerviosismo y la histeria.
montana: epíteto latino que significa "de las montañas".
Citología
El número de cromosomas es de: 2n = 32.
Sinonimia
- Valeriana montana var. barandana P. Monts.
- Valeriana montana var. minor Rouy & E.G. Camus in Rouy & Foucaud
- Valeriana montana var. scrophulariifolia (Pourr.) Rouy & E.G. Camus in Rouy & Foucaud
- Valeriana montana var. valentina Pau
- Valeriana scrophulariifolia Pourr.
- Valeriana zuaragoitiae Guinea[5]

## Nombre común
- Castellano: jazmín de peñas, nardo de monte, valeriana, valeriana de monte, valeriana mayor.[5]